# إيفان ميلوسافلجيفيتش
إيفان ميلوسافلجيفيتش هو لاعب كرة قدم صربي في مركز الدفاع، ولد في 14 فبراير 1983 في سميديريفو في صربيا. لعب مع نادي سميديريفو ‏.

## وصلات خارجية
- إيفان ميلوسافلجيفيتش على موقع قاعدة بيانات كرة القدم.إي يو (الإنجليزية)
- إيفان ميلوسافلجيفيتش على موقع Soccerway.com (الإنجليزية)